# Ranljivost ničtega dne
Ranljivost ničtega dne (angleško zero-day vulnerability, tudi zero-hour ~ ali 0-day ~ ali day zero ~) je nerazkrita ranljivost v računalniški programski opremi, ki jo vdiralci lahko izkoristijo, da si pridobijo dostop do računalnikov, računalniških programov, podatkov ali omrežja. Ranljivost je znana je kot »zero-day«, ker ranljivost ni javno objavljena in avtorji programske opreme še niso naredili popravka, ki bi to ranljivost odpravil.
Napadi, ki izkoriščajo tovrstno ranljivost, se pogosto zgodijo na dan javne objave ranljivosti programske opreme, ko si večina uporabnikov še ni prenesla popravka, včasih pa se zgodijo še preden se avtor programske opreme zaveda, da obstaja ranljivost. Zato so prepoznani kot resna grožnja.